# Chioggia (M 5560)
Il Chioggia (distintivo ottico M 5560) è un cacciamine della Marina Militare Italiana; l'unità è settima di otto imbarcazioni della classe Gaeta. Il suo porto di assegnazione è La Spezia.
Nave Chioggia è un'unità di tipo cacciamine costiero appositamente progettata per la localizzazione e la distruzione di mine navali. Per svolgere tale missione è dotata di un sonar e di due veicoli filoguidati ROV. L'unità può inoltre effettuare ricerca di relitti sui fondali marini. L'imbarcazione è dotata di una camera iperbarica provvista di personale sanitario. La nave può quindi assistere il personale palombaro durante le immersioni. Infine può essere impiegata per il pattugliamento dei confini nazionali e per effettuare operazioni di soccorso in mare.